# Sideritis antiatlantica
Sideritis antiatlantica là một loài thực vật có hoa trong họ Hoa môi. Loài này được (Maire) Rejdali miêu tả khoa học đầu tiên năm 1988.